# Sasa tenuifolia
Sasa tenuifolia là một loài thực vật có hoa trong họ Hòa thảo. Loài này được Nakai miêu tả khoa học đầu tiên năm 1934.